# Denis Lefebvre (compositeur)
Pour les articles homonymes, voir Denis Lefebvre et Lefèvre.
Denis Lefebvre [Le Febvre, Lefebure] est un compositeur français actif dans la seconde moitié du XVIIe siècle.

## Biographie
D’après les pages de titre de ses premiers recueils, il a été maître de musique à Roye (Somme).
En 1641 il est déjà à Paris, demeurant rue Saint-Jacques en la maison du Croissant, paroisse Saint-Benoît, et fait partie des musiciens qui créent la société de concert appelée « Assemblée des honnestes curieux » autour de Jacques Champion de Chambonnières.
Le 22 mars 1646, il baptise sa fille Claude en l’église Saint-Benoît ; son épouse est Emée Ratière.
Il travaille à Paris comme maître de musique des Jésuites jusqu’en 1666 au plus tard. Le fait qu’il publie des cantiques – souvent considérés comme un outil pédagogique - pourrait être rapproché avec un emploi en lien avec le noviciat des Jésuites.

## Œuvres

### Œuvres spirituelles
- Cantiques spirituels, et hymnes de l’église, à deux parties [premier livre]. Dédiez à Monseigneur l’abbé de Tonnerre, par Denis Le Febvre, cy-devant maistre de musique à Roye en Picardie. Paris, Robert III Ballard, 1660. 1 vol. 8°. RISM L 1430, Guillo 2003 no 1660-K.

Contient 35 cantiques à 2 voix. Les traductions de toutes les hymnes sont dues à Louis-Isaac Lemaistre de Sacy et ont été publiées sous le pseudonyme de J. Du Mont dans L'Office de l'Eglise et de la Vierge en latin et en françois... avec les hymnes traduites en vers. Seizième édition (Paris, Pierre Le Petit, 1659).
- Second livre de cantiques spirituels, sur les parolles de l'Entretien Solitaire de M. de Brebeuf à deux parties. Par Denis Le Febvre, cy-devant maistre de musique des reverends Peres Jesuistes. Paris, Robert III Ballard, 1666. 1 vol. 8°. RISM L 1430, Guillo 2003 no 1666-N.

Contient 30 pièces à deux voix. Les Entretiens solitaires, ou prières et meditations pieuses en vers françois de Georges de Brébeuf ont paru en 1660 et sont réédités jusque vers 1674.
- Troisieme livre de cantiques spirituels à deux parties, sur les paroles des Entretiens solitaires de M. de Brebeuf. Par Denis Le Febvre, cy-devant maistre de musique des Reverends Peres Jesuistes. Paris : Christophe Ballard, 1674. 1 vol. 8°. RISM L 1430.

Les trois volumes de cantiques de Lefebvre sont recueillis dans le Recueil d'airs spirituels, cantiques et noels de differents auteurs, tome I par Christophe Ballard en 1699, puis par Jean-Baptiste Christophe Ballard en 1728. Pour Denise Launay, ces cantiques sont surtout destinés à être chantés en société par des hommes ou des femmes, et aux enfants en institution religieuse.

### Œuvres profanes

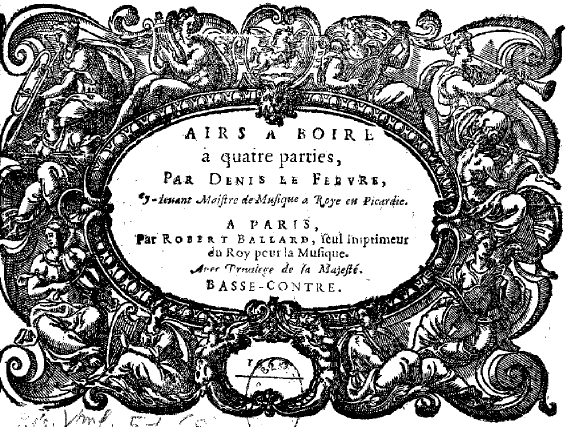
Page de titre des Airs à boire de Denis Lefebvre (Paris, 1660)

- Premier livre d'airs à 4 parties et la basse-continue. Par Denis Le Febvre, cy-devant Maistre de musique à Roye en Picardie. Paris, Robert III Ballard, 1660. 5 vol. 8° obl. RISM L 1431, Guillo 2003 no 1660-I.

Dédicace à Jean Veillot, chanoine de Notre-Dame de Paris et de Notre-Dame de Chartres, maître et compositeur de la musique de la Chapelle du roi. Contient 23 airs à 4 voix. De cette édition on ne connait plus que la basse-contre.
- Airs à boire à quatre parties, par Denis Le Febvre, cy-devant maistre de Musique à Roye en Picardie. Paris, Robert III Ballard, 1660. 4 vol. 8° obl. RISM L 1432, Guillo 2003 no 1660-J.

Dédicace à Monsieur de Saint-Mesmin, sieur de Villamblin, conseiller du roi en ses Conseils, & contrôleur général des Finances du duc d'Orléans. Contient 19 airs à 4 voix. De cette édition la partie de dessus n’est pas retrouvée.